# Fontaine l'Hydrorrhage
La fontaine l'Hydrorrhage est une fontaine située à Paris, dans le 5e arrondissement. Elle se trouve sur le Quai Saint-Bernard, près du Jardin Tino-Rossi. Elle a été dessinée par l'architecte Daniel Badani et sculptée par Jean-Robert Ipoustéguy entre 1975 et 1977,. C'est une pièce du Musée de la sculpture en plein air de Paris. 
La fontaine a été vandalisée ; une partie a pu être restaurée, tandis qu'une autre a été démantelée.

## Description
La fontaine est située au centre d'un « rond-point piéton »[Quoi ?] du Quai Saint-Bernard. On peut y apercevoir un homme nu arnaché d'un attirail relevant de l'iconographie masochiste. Il se tient derrière une grosse armure en forme de bouclier et suçote un gland tout en se livrant à la masturbation.
Cette œuvre, construite à l'époque de la libération sexuelle, semble avoir dépassé les souhaits de son commanditaire,. Ce qui explique donc pourquoi la municipalité parisienne a entouré l'ensemble de bassins et d'arbustes. Le visiteur peut donc difficilement s'en approcher.

## Histoire
Autrefois, l'eau jaillissait du sexe du personnage et retombait dans le premier bassin en passant par le gros tuyau recourbé au centre du bouclier. L'eau passe maintenant par deux jets d'eau placés de part et d'autre de la statue en bronze.